# Damernas bom i gymnastik vid olympiska sommarspelen 1996
Damernas bom i gymnastik vid olympiska sommarspelen 1996 avgjordes den 21-29 juli i Georgia Dome.

## Medaljörer
| Gren | Guld               | Silver                    | Brons                |
| Bom  | Shannon Miller USA | Lilia Podkopajeva Ukraina | Gina Gogean Rumänien |

## Resultat

### Kval
| Placering | Gymnast                     | Poäng  |
| --------- | --------------------------- | ------ |
| 1         | Shannon Miller (USA)        | 19.599 |
| 2         | Dominique Moceanu (USA)     | 19.537 |
| 3         | Dina Kotjetkova (RUS)       | 19.500 |
| 3         | Lilia Podkopajeva (UKR)     | 19.500 |
| 5         | Rozalia Galijeva (RUS)      | 19.462 |
| 7         | Gina Gogean (ROU)           | 19.262 |
| 8         | Lavinia Miloșovici* (ROU)   | 19.225 |
| 9         | Alexandra Marinescu** (ROU) | 19.200 |
| 10        | Olga Teslenko (UKR)         | 19.175 |

### Final
| Placering | Gymnast                   | Poäng |
| --------- | ------------------------- | ----- |
|           | Shannon Miller (USA)      | 9.862 |
|           | Lilia Podkopajeva (UKR)   | 9.825 |
|           | Gina Gogean (ROU)         | 9.787 |
| 4         | Dina Kotjetkova (RUS)     | 9.737 |
| 5         | Olga Teslenko (UKR)       | 9.625 |
| 6         | Dominique Moceanu (USA)   | 9.125 |
| 7         | Rozalia Galijeva (RUS)    | 9.112 |
| 8         | Alexandra Marinescu (ROU) | 8.462 |